# Clearview Acres
Clearview Acres és una concentració de població designada pel cens dels Estats Units a l'estat de Wyoming. Segons el cens del 2000 tenia 850 habitants.

## Demografia
Segons el cens del 2000, Clearview Acres tenia 850 habitants, 295 habitatges, i 228 famílies. La densitat de població era de 275,8 habitants/km².
Dels 295 habitatges en un 36,6% hi vivien nens de menys de 18 anys, en un 65,8% hi vivien parelles casades, en un 5,1% dones solteres, i en un 22,4% no eren unitats familiars. En el 16,6% dels habitatges hi vivien persones soles el 3,7% de les quals corresponia a persones de 65 anys o més que vivien soles. El nombre mitjà de persones vivint en cada habitatge era de 2,82 i el nombre mitjà de persones que vivien en cada família era de 3,17.
Per edats la població es repartia de la següent manera: un 31,9% tenia menys de 18 anys, un 7,1% entre 18 i 24, un 30,6% entre 25 i 44, un 26,5% de 45 a 60 i un 4% 65 anys o més.
L'edat mediana era de 33 anys. Per cada 100 dones de 18 o més anys hi havia 106,8 homes.
La renda mediana per habitatge era de 42.120 $ i la renda mediana per família de 45.750 $. Els homes tenien una renda mediana de 31.579 $ mentre que les dones 17.250 $. La renda per capita de la població era de 17.507 $. Entorn del 5,7% de les famílies i l'11% de la població estaven per davall del llindar de pobresa.

## Poblacions més properes
El següent diagrama mostra les poblacions més properes.